# Сеговия, Алексис
Алексис Себастьян Сеговия (исп. Alexis Sebastián Segovia; 15 июня 2004, Монте-Гранде, Большой Буэнос-Айрес) — аргентинский футболист, вингер клуба «Ланус», выступающий на правах аренды за «Сентраль Кордова».

## Карьера
Воспитанник «Лануса». В составе резервной команды клуба стал обладателем Кубка Профессиональной лиги Аргентины 2022. Перед сезоном 2022 бы переведён в основной состав. Впервые в заявку попал 7 июня на первый матч чемпионата против «Росарио Сентраль». Дебютировал 3 июля в матче против «Униона» из Санта-Фе, заменив на 59-й минуте Матео Санабрию.
1 февраля 2024 года на правах аренды до конца года перешёл в клуб Примеры B Насьональ «Арсенал» из Саранди. Дебютировал 10 марта, в матче против «Кильмеса». Первым результативным действием отметился 17 марта, отдав пас на победный гол Бальтазара Бернарди в ворота «Тальерес Кордова». Первый гол в карьере забил 30 марта в ворота «Чакарита Хуниорс». 10 июня был отозван из аренды, а на следующий день перешёл в другой клуб Примеры «Сентраль Кордова» также на правах аренды до конца сезона. Дебютировал 13 июня в матче против «Архентинос Хуниорс», заменив в перерыве Гонсало Алвеса.